# D.F.C. in het seizoen 1964/65
Het seizoen 1964/1965 was het 11e jaar in het bestaan van de Dordtse betaaldvoetbalclub D.F.C.. De club kwam uit in de Tweede divisie B en eindigde daarin op de eerste plaats. De wedstrijd voor promotie tegen Cambuur ging verloren met 6–2. De daaropvolgende promotiecompetitie werd als tweede afgesloten, hierdoor werd het verblijf in de Tweede divisie met minimaal een seizoen verlengd. Tevens deed de club mee aan het toernooi om de KNVB beker, hierin werd in de eerste ronde verloren van Holland Sport (1–3).

## Wedstrijdstatistieken

### Tweede divisie B
|       | Baronie | BVV   | Fortuna | 't Gooi | Helmondia '55 | Hermes DVS | HVC   | Limburgia | LONGA | NOAD  | Roda JC | SVV   | Wilhelmina | Xerxes |
| ----- | ------- | ----- | ------- | ------- | ------------- | ---------- | ----- | --------- | ----- | ----- | ------- | ----- | ---------- | ------ |
| Thuis | 0 – 0   | 3 – 0 | 7 – 1   | 5 – 1   | 1 – 2         | 1 – 1      | 2 – 1 | 1 – 0     | 5 – 1 | 4 – 0 | 1 – 1   | 3 – 0 | 5 – 1      | 1 – 0  |
| Uit   | 3 – 3   | 3 – 6 | 0 – 1   | 1 – 0   | 1 – 2         | 1 – 2      | 0 – 2 | 0 – 0     | 1 – 3 | 3 – 5 | 0 – 2   | 1 – 2 | 1 – 2      | 1 – 0  |

### Promotiewedstrijd
| Promotiewedstrijd                                                                        | SC Cambuur                                                                                  | 6 – 2 (2 – 2) | D.F.C.                          |
| 9 mei 1965 Plaats: Apeldoorn Berg & Bos Toeschouwers: 18.000 Scheidsrechter: Piet Roomer | Jaap Mulder 8' Dirk Roelfsema 43', 69', 86' Johan Wieringa 48' Arend van der Wel 77' (pen.) |               | 6' Hans de Vos 20' Jan Klijnjan |

### Promotiecompetitie
| 1e wedstrijd                                                                                 | D.F.C.                                | 2 – 1 (1 – 0) | AGOVV                                                   |
| 16 mei 1965 Plaats: Dordrecht Krommedijk Toeschouwers: 10.000 Scheidsrechter: Henk Gennissen | Jan van Sluijsdam 5' Wim de Kreek 88' |               | 75' Jan Fiechter                                        |
| 2e wedstrijd                                                                                 | Xerxes                                | 2 – 1 (2 – 1) | D.F.C.                                                  |
| 23 mei 1965 Plaats: Rotterdam Het Kasteel Toeschouwers: 15.000 Scheidsrechter: Wim Schalks   | Martin Snoeck 10', 18'                |               | 16' Jan Klijnjan                                        |
| 3e wedstrijd                                                                                 | Helmondia '55                         | 0 – 3 (0 – 0) | D.F.C.                                                  |
| 30 mei 1965 Plaats: Breda NAC-stadion Toeschouwers: 6.000 Scheidsrechter: Piet Roomer        |                                       |               | 47' (pen.) Rinus Bennaars 56' Cor Donga 80' Hans de Vos |

### KNVB beker
| 1e ronde                                    | D.F.C.        | 1 – 3 (0 – 1) | Holland Sport                       |
| 4 oktober 1964 Plaats: Dordrecht Krommedijk | Cor Donga 55' |               | Jan Fransz 46', 70' Maarten Trommel |

## Statistieken D.F.C. 1964/1965

### Eindstand D.F.C. in de Nederlandse Tweede divisie B 1964 / 1965
| Stand | Gespeeld | Gewonnen | Gelijk | Verloren | Punten | Doelpunten voor | Doelpunten tegen |
| ----- | -------- | -------- | ------ | -------- | ------ | --------------- | ---------------- |
| 1e    | 28       | 20       | 5      | 3        | 45     | 71              | 25               |

### Topscorers
| #      | Naam               | Goal |
| ------ | ------------------ | ---- |
| 1.     | Hans de Vos        | 15   |
| 2.     | Gerrie Kattestaart | 13   |
| 2.     | Wim de Kreek       | 13   |
| 4.     | Jan Klijnjan       | 11   |
| 5.     | Rinus Bennaars     | 10   |
| 6.     | Cor Donga          | 4    |
| 7.     | Kees van den Bosch | 2    |
| 8.     | L. Fase            | 1    |
| 8.     | Piet Punt jr.      | 1    |
| 8.     | Jan van Sluijsdam  | 1    |
| Totaal | Totaal             | 71   |

| #      | Naam      | Goal |
| ------ | --------- | ---- |
| 1.     | Cor Donga | 1    |
| Totaal | Totaal    | 1    |

| #      | Naam         | Goal |
| ------ | ------------ | ---- |
| 1.     | Jan Klijnjan | 1    |
| 1.     | Hans de Vos  | 1    |
| Totaal | Totaal       | 2    |

| #      | Naam              | Goal |
| ------ | ----------------- | ---- |
| 1.     | Rinus Bennaars    | 1    |
| 1.     | Cor Donga         | 1    |
| 1.     | Jan Klijnjan      | 1    |
| 1.     | Wim de Kreek      | 1    |
| 1.     | Jan van Sluijsdam | 1    |
| 1.     | Hans de Vos       | 1    |
| Totaal | Totaal            | 6    |